# Into the Void
Into the Void är det svenska power metal-bandet Veonitys andra studioalbum. Det släpptes i september 2016 på Sliptrick Records och föregicks av singlarna "Warriors of Time" och "In the Void", båda utgivna samma månad.
Skivan producerades av Ronny Milianowicz (ShadowQuest, ex-Dionysus, ex-Saint Deamon). Det är det första av bandets album med Anders Sköld på sång. Skivan gästas av Piet Sielck (Iron Savior) och Kaspar Dahlquist (ShadowQuest, ex-Dionysus, ex-Stormwind).

## Låtlista
1. "When Humanity Is Gone" – 5:16
2. "Frozen" – 5:15
3. "A New Dimension" – 4:40
4. "Awake" – 4:56
5. "Insanity" – 1:51
6. "Solar Storm" – 3:36
7. "Until the Day I Die" – 3:58
8. "In the Void" – 5:06
9. "Warriors of Time" – 4:02
10. "Astral Flames" – 4:46
11. "Heart on Fire" – 5:50
12. "Winds of Faith" – 6:01

## Medverkande
Musiker
- Kristoffer Lidre – basgitarr, körsång
- Joel Kollberg – trummor, körsång
- Samuel Lundström – gitarr, körsång
- Anders Sköld – sång, körsång, gitarr

Bidragande musiker
- Ronny Milianowicz – körsång
- Kaspar Dahlquist – keyboard
- Piet Sielck – sång

Produktion
- Ronny Milianowicz – producent, studiotekniker, mixning
- Samuel Lundström – studiotekniker
- Thomas Holmstrand – omslagskonst